# Liste der Premierminister von Kanada

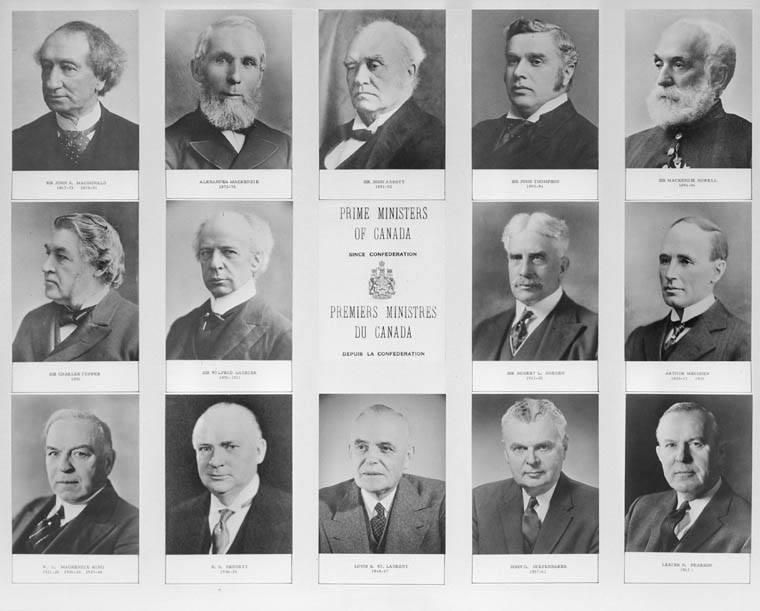
Porträts der kanadischen Premierminister bis 1963

Die Liste der Premierminister von Kanada führt alle Premierminister (engl. prime minister, franz. premier ministre) von Kanada auf. Kanada besitzt ein Zweikammernparlament mit einer auf dem Westminster-System basierenden parlamentarischen Regierung. Dabei ist der Premierminister zugleich Vorsitzender jener Partei, die im Unterhaus die meisten Sitze hält (in Kanada gilt das Mehrheitswahlrecht). Der Premierminister tritt als Regierungschef auf, während das Staatsoberhaupt, der kanadische Monarch, derzeit Charles III., durch den Generalgouverneur vertreten wird.
Nur zwei Premierminister – John Abbott und Mackenzie Bowell – gehörten vor ihrer Ernennung zum Premierminister nicht dem Unterhaus an, wie es dem Gewohnheitsrecht entspräche. Beide waren Mitglieder des Senats und übernahmen 1891 bzw. 1894 jeweils nach dem Tod des Vorgängers die Regierungsverantwortung.
Amtierender Premierminister ist seit dem 14. März 2025 Mark Carney von der Liberalen Partei.

## Premierminister von Kanada
Abkürzungen
AB: Alberta, BC: British Columbia, MB: Manitoba, NS: Nova Scotia, ON: Ontario, QC: Québec, SK: Saskatchewan
| Bild | #   | Premierminister (Partei)                                    | Amtszeit                             | Wahlen | Wahlbezirk, Provinz                                                                                      |
| ---- | --- | ----------------------------------------------------------- | ------------------------------------ | --- | --- |
|      | 01. | John Macdonald (Liberal-konservative Partei) (1. Amtszeit)  | 1. Juli 1867 – 5. November 1873      | Ernennung 1. Juli 1867 Wahl Aug.–Sep. 1867 Wiederwahl Juli–Okt. 1872 Rücktritt 5. Nov. 1873 (Pacific-Skandal)                                                        | Kingston, ON                                                                                             |
|      | 02. | Alexander Mackenzie (Liberale Partei)                       | 7. November 1873 – 8. Oktober 1878   | Ernennung 7. Nov. 1873 Wahl: 22. Jan. 1874 | Lambton, ON                                                                                              |
|      | 01. | John Macdonald (Liberal-konservative Partei) (2. Amtszeit)  | 17. Oktober 1878 – 6. Juni 1891      | Wahl 17. Sep. 1878 Wiederwahl 20. Juni 1882 Wiederwahl 22. Feb. 1887 Wiederwahl 5. März 1891 Im Amt verstorben                                                       | Victoria, BC (ab 1878) Carleton-Lennox, ON (ab 1882) Kingston-Carleton, ON (ab 1887) Kingston, ON (1891) |
|      | 03. | John Abbott (Liberal-konservative Partei)                   | 16. Juni 1891 – 24. November 1892    | Ernennung 16. Juni 1891 Rücktritt 24. Nov. 1892 (pensioniert) | Senator                                                                                                  |
|      | 04. | John Thompson (Konservative Partei)                         | 5. Dezember 1892 – 12. Dezember 1894 | Ernennung 5. Dez. 1892 Im Amt verstorben | Antigonish, NS                                                                                           |
|      | 05. | Mackenzie Bowell (Konservative Partei)                      | 21. Dezember 1894 – 27. April 1896   | Ernennung 21. Dez. 1894 Rücktritt 27. April 1896 (pensioniert) | Senator                                                                                                  |
|      | 06. | Charles Tupper (Konservative Partei)                        | 1. Mai 1896 – 8. Juli 1896           | Ernennung 1. Mai 1896 | Cape Breton, NS                                                                                          |
|      | 07. | Wilfrid Laurier (Liberale Partei)                           | 11. Juli 1896 – 6. Oktober 1911      | Wahl 23. Juni 1896 Wiederwahl 7. Nov. 1900 Wiederwahl 3. Nov. 1904 Wiederwahl 26. Okt. 1908                                                                          | Québec-Est, QC                                                                                           |
|      | 08. | Robert Borden (Konservative Partei, Unionistische Partei)   | 10. Oktober 1911 – 9. Juli 1920      | Wahl 21. Sep. 1911 Parteiwechsel 12. Okt. 1917 Wiederwahl 17. Dez. 1917 Rücktritt 9. Juli 1920 (pensioniert)                                                         | Halifax, NS (ab 1911) Kings, NS (ab 1917)                                                                |
|      | 09. | Arthur Meighen (N.L.C.) (1. Amtszeit)                       | 10. Juli 1920 – 28. Dezember 1921    | Ernennung 7. Juli 1920 | Portage La Prairie, MB                                                                                   |
|      | 10. | William Lyon Mackenzie King (Liberale Partei) (1. Amtszeit) | 29. Dezember 1921 – 28. Juni 1926    | Wahl 6. Dez. 1921 (Minderheitsregierung) Wiederwahl 29. Okt. 1925 (Minderheitsregierung) Nachwahl 15. Feb. 1926 Rücktritt 28. Juni 1926 (King-Byng-Affäre)           | York North, ON (ab 1921) Prince Albert, SK (ab 1926)                                                     |
|      | 09. | Arthur Meighen (Konservative Partei) (2. Amtszeit)          | 29. Juni 1926 – 24. September 1926   | Ernennung 29. Juni 1926 | Portage La Prairie, MB                                                                                   |
|      | 10. | William Lyon Mackenzie King (Liberale Partei) (2. Amtszeit) | 25. September 1926 – 6. August 1930  | Wahl 14. Sep. 1926 (Minderheitsregierung) | Prince Albert, SK                                                                                        |
|      | 11. | Richard Bedford Bennett (Konservative Partei)               | 7. August 1930 – 22. Oktober 1935    | Wahl 28. Juli 1930 | Calgary-West, AB                                                                                         |
|      | 10. | William Lyon Mackenzie King (Liberale Partei) (3. Amtszeit) | 23. Oktober 1935 – 14. November 1948 | Wahl 14. Okt. 1935 Wiederwahl 26. März 1940 Wiederwahl 11. Juni 1945 Nachwahl 6. August 1945 Rücktritt 15. November 1948 (pensioniert)                               | Prince Albert, SK (ab 1935) Glengarry, ON (ab 1945)                                                      |
|      | 12. | Louis Saint-Laurent (Liberale Partei)                       | 15. November 1948 – 20. Juni 1957    | Ernennung 15. Nov. 1948 Wiederwahl 27. Juni 1949 Wiederwahl 10. August 1953                                                                                          | Québec-Est, QC                                                                                           |
|      | 13. | John Diefenbaker (Progressiv-konservative Partei)           | 21. Juni 1957 – 21. April 1963       | Wahl 10. Juni 1957 (Minderheitsregierung) Wiederwahl 31. März 1958 Wiederwahl 18. Juni 1962 (Minderheitsregierung)                                                   | Prince Albert, SK                                                                                        |
|      | 14. | Lester Pearson (Liberale Partei)                            | 22. April 1963 – 19. April 1968      | Wahl 8. April 1963 (Minderheitsregierung) Wiederwahl 8. Nov. 1965 (Minderheitsregierung) Rücktritt 20. April 1968 (pensioniert)                                      | Algoma East, ON                                                                                          |
|      | 15. | Pierre Trudeau (Liberale Partei) (1. Amtszeit)              | 20. April 1968 – 3. Juni 1979        | Ernennung 6. April 1968 Wiederwahl 25. Juni 1968 Wiederwahl 30. Okt. 1972 (Minderheitsregierung) Wiederwahl 8. Juli 1974                                             | Mount Royal, QC                                                                                          |
|      | 16. | Joe Clark (Progressiv-konservative Partei)                  | 4. Juni 1979 – 2. März 1980          | Wahl 22. Mai 1979 (Minderheitsregierung) | Yellowhead, AB                                                                                           |
|      | 15. | Pierre Trudeau (Liberale Partei) (2. Amtszeit)              | 3. März 1980 – 29. Juni 1984         | Wahl 18. Feb. 1980 Rücktritt 29. Juni 1984 (pensioniert) | Mount Royal, QC                                                                                          |
|      | 17. | John Turner (Liberale Partei)                               | 30. Juni 1984 – 16. September 1984   | Ernennung 16. Juni 1984 | kein Abgeordneter                                                                                        |
|      | 18. | Brian Mulroney (Progressiv-konservative Partei)             | 17. September 1984 – 24. Juni 1993   | Wahl 4. Sep. 1984 Wiederwahl 21. Nov. 1988 Rücktritt 24. Juni 1993 (pensioniert)                                                                                     | Manicouagan, QC (ab 1984) Charlevoix, QC (ab 1988)                                                       |
|      | 19. | Kim Campbell (Progressiv-konservative Partei)               | 25. Juni 1993 – 3. November 1993     | Ernennung 13. Juni 1993 | Vancouver Centre, BC                                                                                     |
|      | 20. | Jean Chrétien (Liberale Partei)                             | 4. November 1993 – 11. Dezember 2003 | Wahl 25. Okt. 1993 Wiederwahl 2. Juni 1997 Wiederwahl 27. Nov. 2000 Rücktritt 11. Dez. 2003 (pensioniert)                                                            | Saint-Maurice, QC                                                                                        |
|      | 21. | Paul Martin (Liberale Partei)                               | 12. Dezember 2003 – 5. Februar 2006  | Ernennung 15. Nov. 2003 Wiederwahl 28. Juni 2004 (Minderheitsregierung)                                                                                              | Lasalle-Émard, QC                                                                                        |
|      | 22. | Stephen Harper (Konservative Partei)                        | 6. Februar 2006 – 4. November 2015   | Wahl 23. Jan. 2006 (Minderheitsregierung) Wiederwahl 14. Oktober 2008 (Minderheitsregierung) Wiederwahl 2. Mai 2011                                                  | Calgary Southwest, AB                                                                                    |
|      | 23. | Justin Trudeau (Liberale Partei)                            | 4. November 2015 – 14. März 2025     | Wahl 19. Okt. 2015 Wiederwahl 21. Oktober 2019 (Minderheitsregierung) Wiederwahl 20. September 2021 (Minderheitsregierung) Rücktritt zum 14. März 2024 (pensioniert) | Papineau, QC                                                                                             |
|      | 24. | Mark Carney (Liberale Partei)                               | 14. März 2025 – amtierend            | Ernennung 14. März 2025 | kein Abgeordneter                                                                                        |